# John Swope
John Swope (23 août 1908 - 11 mai 1979) était photographe pour Life, et pilote professionnel, qui a formé les pilotes de l'armée de l'air américaine pendant la Seconde Guerre mondiale.

## Biographie
Il est né au Nouveau-Brunswick, New Jersey en 1908.
Il fréquente l'Université Harvard en 1930 Là, il rejoint le groupe théâtral University Players, dont Henry Fonda, James Stewart, Margaret Sullavan et Joshua Logan étaient également membres 
Son intérêt pour la photographie a commencé lorsqu'il a apporté un appareil photo à une course de yachts de Los Angeles à Hawaï en 1936.
Avec Leland Hayward et John H Connelly, il a cofondé Southwest Airways (sans lien avec l'actuelle Southwest Airlines), une société qui a développé les Thunderbird Fields et qui a formé des milliers de pilotes militaires pendant la Seconde Guerre mondiale.
Il fut marié à l'actrice Dorothy McGuire en 1943 jusqu'à sa mort le 11 mai 1979. Ensemble, ils ont eu deux enfants.

## Carrière
Il a commencé sa carrière en documentant des projets de logement fédéraux, qui font partie du programme New Deal de Franklin D Roosevelt.
- 1936 : Il travaille comme assistant de Leland Heyward[6].
- 1938 : La Henry Street Settlement House lui commande de photographier le travail des infirmières à Harlem et dans le Lower East Side[1].
- 1939 : Il est affecté par Harper's Bazaar en Amérique du Sud avec Joshua Logan[1].
- 1941 : Il commence à former des cadets de l'aviation à l'aérodrome de Thunderbird juste après avoir rejoint l'armée[5]
- 1942 : Il collabore avec John Steinbeck sur un livre illustré, Bombs Away : The Story of a Bomber Team, qui documente la formation des cadets de l'armée[5].
- 1945 : Il rejoint la Réserve navale comme photographe Sa première mission, en juin 1945, est de photographier un vol militaire outre-mer du Maryland à Paris[7].
- 1946 : Il redémarre sa carrière indépendante après sa libération de la Marine Il a produit une pièce de théâtre au La Jolla Playhouse[5].
- 1975 : Palais photographiés des maharadjahs en Inde pour le livre de James Ivory, Autobiography of a Princess[8].

## Influences
John Swope a brisé le moule des clichés glamour d'Hollywood lorsqu'il a fait irruption sur la scène en 1936. Ce qui rend son travail unique est la manière dont il utilise la lumière disponible, prend des photos sous des angles inhabituels et réalise des portraits informels Cela pourrait venir de son influence sur l'utilisation de l'espace linéaire par Mondrian.

## Expositions
- A Letter from Japan: The Photographs of John Swope- prises en août 1945, documente la dévastation causée par la Seconde Guerre mondiale Cet essai photographique était complété par une lettre de 144 pages adressée à son épouse Dorothy McGuire décrivant en détail son expérience émotionnelle lors de la prise de ces images [5],[10],[11],[12].
- Les photographies de Swope ont fait l'objet de cinq expositions personnelles à la Craig Krull Gallery de Santa Monica, en Californie ; "Trees" en 2006, "New York" en 2005, "Photographs" en 2003, "Camera over Hollywood" en 2001 et "A View from Above" en 1996[13].

## Publications
- Camera over Hollywood: Photographs by John Swope, 1936-1938 (publié en 1939[5],[8]).